# هفت خوان و هفت رزم
هفت خوان و هفت رزم کتابی از زهره پریرخ است که در سال ۱۳۹۲ از سوی نشر کانون پرورش فکری کودکان و نوجوانان منتشر و در سال ۲۰۱۴ در فهرست کلاغ سفید قرار گرفت.